# Tiny Reniers

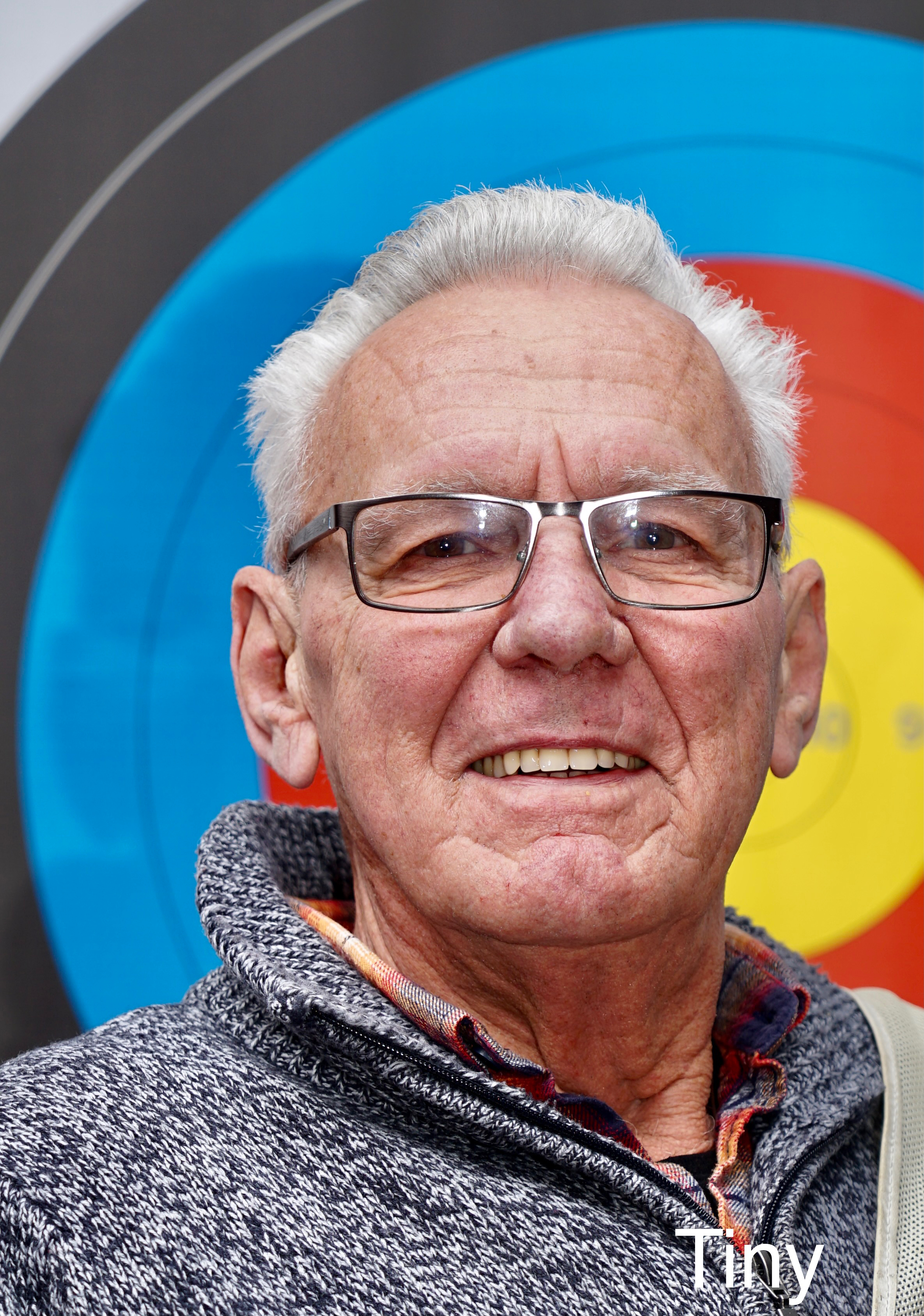
Tiny Reniers

Marinus Jacobus Arnoldus „Tiny“ Reniers  (* 5. August 1947 in Eindhoven, Nordbrabant) ist ein niederländischer Bogenschütze.
Reniers nahm an drei Olympischen Spielen teil. 1980 wurde er 8., 1984 13. und 1988 5.
Er startete bis zu seinem Ausscheiden 1996 über 20 Jahre für die niederländische Auswahl.